# Spencer Wishart

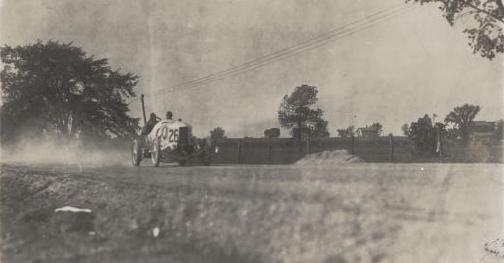
Spencer Wishart beim Vanderbilt Cup 1912

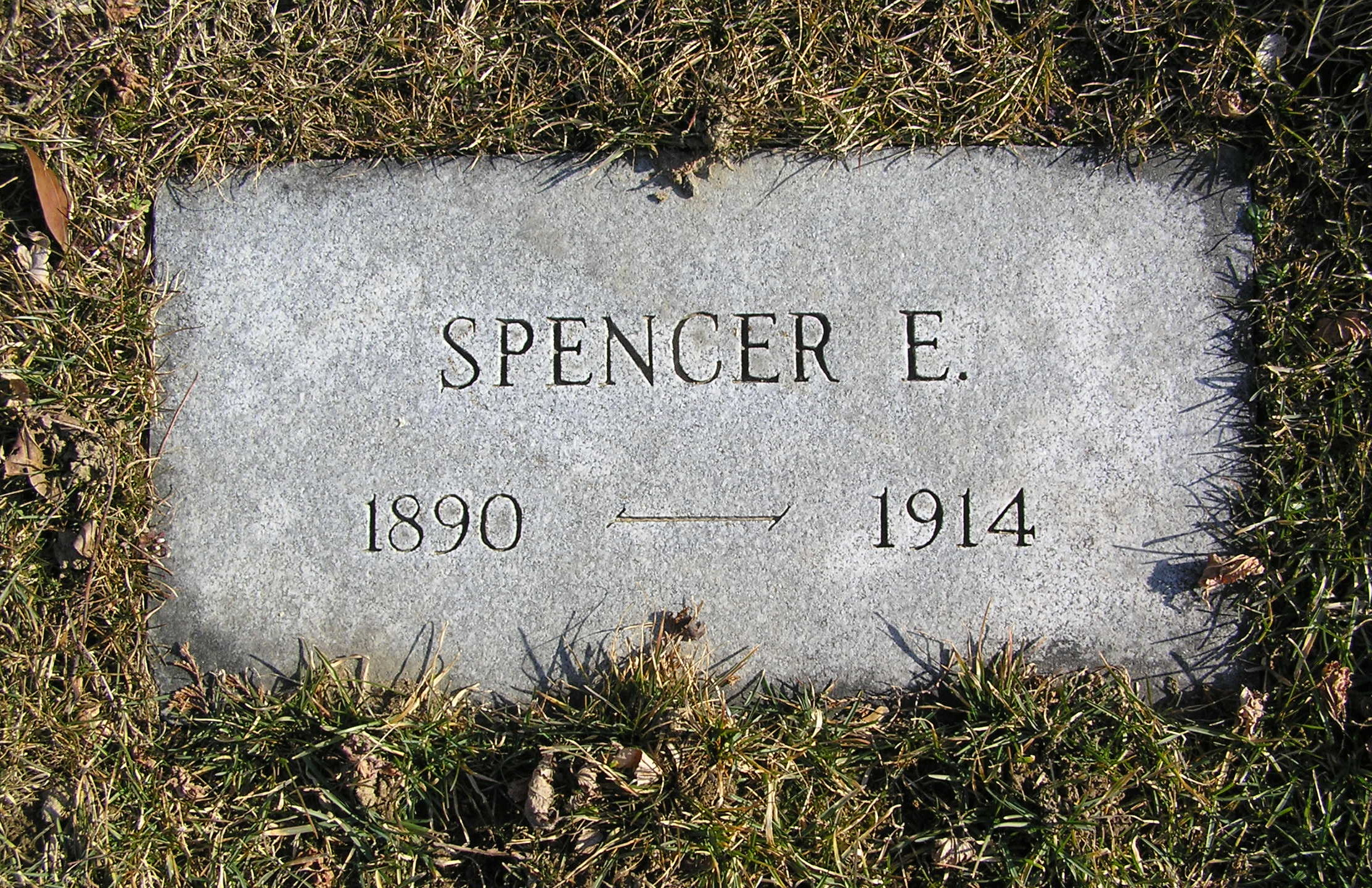
Wisharts Grabstein auf dem Kensico Cemetery

Spencer Wishart (* 3. Dezember 1890 in Philadelphia, Pennsylvania; † 22. August 1914 in Elgin, Illinois) war ein US-amerikanischer Automobilrennfahrer.

## Karriere
1909, im Alter von neunzehn Jahren, startete Wishart seine Motorsportkarriere in einem modifizierten Mercedes Grand-Prix-Rennwagen beim Vanderbilt Cup. Das Rennen beendete er, bedingt durch viele Unfälle der favorisierten Fahrer im Feld, als Vierter. Als 1911 das erste Indianapolis 500 der Geschichte gestartet wurde, führte Wishart das Rennen, von Platz elf gestartet, für einige Runden an und wurde am Ende als Vierter abgewinkt. 1912 verbesserte er seine Startposition zwar, musste das Rennen allerdings in der 82. Runde beenden. Im August desselben Jahres kaufte Wishart sich einen Mercer Typ 35R, mit dem er das 200-Meilen-Rennen von Columbus gewann. Zudem nahm er mit dem Mercedes am Vanderbilt Cup teil. 1913 startete er im Mercer als 19. in Indianapolis und wurde Zweiter hinter dem Franzosen Jules Goux. Bei Rennen in Elgin und Brighton Beach wurde er jeweils Dritter. Im Februar 1914 startete Wishart von der Pole-Position aus in den Vanderbilt Cup und führte das Rennen an, bis er mit einer defekten Wasserleitung aufgeben musste. Das Indianapolis 500 desselben Jahres beendete er mit Getriebeproblemen nicht.

## Der tödliche Unfall
Am 22. August 1914 startete Wishart in der Elgin National Trophy, einem AAA-National-Championship-Rennen, im Mercer. Er führte das Feld an, bis er in der vierzehnten Runde einen weiteren Mercer überrunden wollte. Die beiden Wagen kollidierten, Wishart kam von der Strecke ab und schlug an einen Baum. Zuvor streifte ein Reifen des Wagens einen Zuschauer, der unverletzt blieb. Wishart wurde beim Einschlag schwer verletzt – er erlitt mehrere Rippenbrüche, einen Arm- sowie einen Beinbruch und einen Schädelbruch und erlag diesen Verletzungen wenig später im Saint Joseph Hospital in Elgin. Sein Beifahrer und Mechaniker Jack Jenter starb vier Tage später ebenfalls an den Folgen des Unfalls.
Spencer Wishart liegt auf dem Kensico Cemetery in Valhalla, New York begraben.

## Trivia
Wishart hatte die Angewohnheit, unter seinem Rennoverall stets Hemd und Krawatte zu tragen.